# Meteorologiåret 1941

## Händelser

### Januari
- 2 januari – 114 mm nederbörd faller över Grand Portage i Minnesota, USA, vilket vanligtvis faller där på en vinter (november-februari) [1].
- 3 januari - I Särna, Sverige uppmäts -46.0° C [2].

### Mars
- 14-15 mars - Minnesota, USA drabbas av en svår snöstorm [3].

### April
- April - Solen skiner över Stockholm, Sverige i totalt 284 timmar, och därmed får staden uppleva sin soligaste aprilmånad någonsin [4].

### Juni
- 10 juni - I Erslev och Mors, Danmark uppmäts temperaturen + 35,3 °C, vilket blir Danmarks högst uppmätta temperatur för månaden [5].
- 12 juni - I Studsgård, Danmark uppmäts temperaturen + 35,3 °C, vilket tangerar Danmarks två dagar gamla värmerekord för juni månad.[5]

### September
- 4 september – Sex personer dödas av tromber i Minnesota, USA [6].

### November
- 5 november – En snöstorm härjar i södra Minnesota, USA [7].

### December
- 13 december - I Malgovik i Sverige uppmäts med en privat termometer på Luciadagens morgon -53,3 °C, nytt svenskt köldrekord [8].
- 15 december - De nationella väderprognoserna i USA:s tidningar upphör då USA gått in i andra världskriget[9]

## Födda
- 15 februari – Henning Rodhe, svensk meteorolog.

## Avlidna
- Okänt datum – William Doberck, dansk astronom och meteorolog.

### Fotnoter
1. ↑  ”Arkiverade kopian”. Arkiverad från originalet den 21 juli 2010. https://web.archive.org/web/20100721154003/http://climate.umn.edu/pdf/day_in_weather_history/january_wx_history.pdf. Läst 16 februari 2011.
2. ↑  SMHI
3. ↑  Famous Minnesota Winter Storms (Listed Chronologically) Arkiverad 7 januari 2009 hämtat från the Wayback Machine.
4. ↑  SMHI Arkiverad 27 november 2012 hämtat från the Wayback Machine.
5. 1 2  Vejrekstremer i Danmark Arkiverad 19 januari 2013 hämtat från the Wayback Machine. DMI
6. ↑  ”Arkiverade kopian”. Arkiverad från originalet den 26 juli 2010. https://web.archive.org/web/20100726102501/http://www.climate.umn.edu/pdf/day_in_weather_history/september_wx_history.pdf. Läst 16 februari 2011.
7. ↑  ”Arkiverade kopian”. Arkiverad från originalet den 16 juli 2010. https://web.archive.org/web/20100716104924/http://www.climate.umn.edu/pdf/day_in_weather_history/november_wx_history.pdf. Läst 16 februari 2011.
8. ↑  ”SMHI”. Arkiverad från originalet den 27 december 2012. https://web.archive.org/web/20121227204914/http://www.smhi.se/kunskapsbanken/meteorologi/svenska-koldrekord-1.5114. Läst 2 februari 2011.
9. ↑  Mark S Monmonier, Maps with the News: The Development of American Journalistic Cartography (University of Chicago Press, 1989), p117